# Inn I Evighetens Mørke
Inn I Evighetens Mørke (в переводе с норв. — «В темноту вечности») — первый мини-альбом норвежской блэк-метал группы Dimmu Borgir, вышедший в 1994 году.

## Об альбоме
Inn I Evighetens Mørke был выпущен лейблом Necromantic Gallery Productions в 1994 году на семидюймовой виниловой пластинке ограниченным тиражом в 1000 копий.
Композиция «Raabjørn speiler draugheimens skodde» была впоследствии включена в дебютный альбом группы под названием For All Tid, а также перезаписана для альбома Enthrone Darkness Triumphant и сборника Godless Savage Garden.
Данный EP также вошёл в состав сборника True Kings of Norway выпущенного в 2000 году лейблом Spinefarm Records.

## Список композиций
Все композиции написаны Шагратом и Силеносом
Сторона A:
1. Inn i evighetens mørke del I — 5:25
2. Inn i evighetens mørke del II — 2:06

Сторона B:
1. Raabjørn speiler draugheimens skodde — 4:58

## Участники записи
- Силенос — гитара, основной вокал
- Тьодальв — гитара
- Брюньярд Тристан — бас-гитара
- Шаграт — ударные, вокал
- Стиан Орстад — синтезатор, клавишные, эффекты